# Independência Futebol Clube
Maillots
Dernière mise à jour : 9 février 2012.
L'Independência Futebol Clube est un club brésilien de football basé à Rio Branco dans l'État de l'Acre.

## Palmarès
- Championnat de l'État de l'Acre (12)
  - Champion : 1954, 1958, 1959, 1960, 1963, 1970, 1972, 1974, 1985, 1988, 1993, 1998, 2024